# سياسة نيبال
تجري سياسة نيبال ضمن إطار جمهوريةٍ برلمانية ذات نظامٍ متعدد الأحزاب. تُمارس السلطة التنفيذية من قبل رئيس الوزراء ومجلس وزرائه/وزرائها، فيما تنوط السلطة التشريعية بالبرلمان.
تضم نيبال ثلاثة أحزاب سياسية معترف بها أساسًا في البرلمان الفيدرالي: حزب النيبال الشيوعي (إن سي بّي)، المؤتمر النيبالي (إن سي)، وحزب جاناتا ساماجوادي (جي سي بّي إن). مع أن كل الأحزاب الرئيسية تؤيد رسميًا الاشتراكية الديمقراطية، فإن حزب إن سي بّي يُعد يساريًا فيما يُرى حزب المؤتمر النيبالي على أنه حزبًا وسطيًا، إذ تعتبره الأغلبية وسطيًا يساريًا ووسطيًا يمينيًا بالنسبة للبعض. ويُعتبر حزب جي سي بّي إن وسطيًا يساريًا يميل إلى كونه يساريًا بحتًا. خلال معظم فترات الممارسة الديمقراطية القصيرة في خمسينيات وتسعينيات القرن العشرين، شكل المؤتمر النيبالي أغلبيةً برلمانية. وبعد انخراط الماويين في العملية السياسية، أصبحوا يمثلون أكبر حزب في الجمعية التأسيسية الأولى فيما كان المؤتمر النيبالي هو الأكبر في الثانية، ولم يتمكن بذلك أي حزب من الفوز بالأغلبية. اعتلى المؤتمر النيبالي قمة الجمعية التأسيسية الثانية دون الفوز بالأغلبية. وفي أعقاب انتخابات عام 2017، وهي الانتخابات الأولى حسب الدستور الجديد، أصبح إن سي بّي الحزب الحاكم على المستوى الاتحادي فضلًا عن ست من أصل سبع مقاطعات. مع أن تمثيل المؤتمر النيبالي ضئيل جدًا، إلا أنه يشكل المعارضة الرئيسية الوحيدة للحزب الشيوعي في كافة المستويات الحكومية.
صنفت وحدة الاستخبارات الاقتصادية نيبال على أنها «نظام هجيني»، فيما تعتبرها سلسلة بيانات نظام الحكومة نظامًا ديمقراطيًا.

## التاريخ

### السياسة القائمة على الأسر
تشتمل الأسر النبيلة الأربع التي شاركت فعليًا في سياسة مملكة نيبال، إلى جانب سلالة شاه، على أسرة بازنيات، وسلالة باندي وسلالة ثابا وذلك قبل بروز سلالة رانا. في نهاية القرن الثامن عشر، كانت سلالتا ثابا وباندي تتمتعان بهيمنةٍ شديدة على سياسة داربار النيبالية لكن كان كلاهما تتنافسان على السلطة المركزية. اتسمت السياسة المبكرة في مملكة نيبال بالحزبية، والتآمر، والقتل، بما في ذلك مذبحتان دمويتان. وبعد مضي قرابة قرنٍ من التنازع على السلطة بين أسر ثابا وباندي وبازنيات، ظهر فجأةً القائد العسكري جونغ بهادر رنا الذي سرعان ما صعد إلى القمة في أعقاب مذبحة كوت، وأسس نظام سلالة رانا الاستبدادي الذي زاد من صلاحيات الملك ورئيس الوزراء وحكم لقرنٍ آخر، باتباع سياسةٍ تتسم بالاضطهاد والانعزالية.

### في أعقاب خمسينيات القرن العشرين
بحلول ثلاثينيات القرن العشرين، كان المغتربون النيباليون في الهند قد بدأوا بتهريب كتابات عن الفلسفات السياسية، ما أدى إلى ولادة حركة سياسية سرية نابضة بالحياة في العاصمة، التي نجم عنها ظهور منظمة نيبال براجا باريشاد في عام 1939، والتي تم حلها بعد عامين فقط، أي بعد إعدام الشهداء الأربعة العظام. وفي نفس الوقت تقريبًا، بدأ النيباليون المشاركون في حركة الاستقلال الهندية بتنظيم أنفسهم في أحزابٍ سياسية، مما أدى إلى ولادة المؤتمر النيبالي وحزب نيبال الشيوعي. بعد استقلال الهند، تمكن المؤتمر النيبالي من الإطاحة بنظام سلالة رانا بدعمٍ من الحكومة الهندية وبتلقي يد العون من الملك. في حين كانت الشيوعية لا تزال تحاول ترسيخ أقدامها، كان المؤتمر النيبالي يحظى بتأييدٍ ساحق من جمهور الناخبين. وبعد ممارسة الديمقراطية لمدة دامت عشرة سنواتٍ فقط، بدأ نظام حكمٍ استبداديٍ آخر ومن دون أحزاب، هذه المرة على يد الملك، الذي خلع الحكومة النيبالية المُنتخبة انتخابًا ديمقراطيًا، وفرض نفسه على القادة البارزين أو نفاهم وأصدر حظرًا على النظام السياسي القائم على الأحزاب.